# Капрон
Капрон (нейлон-6, полікапролактам, перлон (Німеччина), дедерон (колишня Східна Німеччина), найтронрон, ультрамід, акулон,  дюретан) — полімер, розроблений Паулом Шлаком[джерело?] на підприємстві IG Farben, який відтворює властивості нейлону 66, не порушуючи патенту на його виробництво. Капрон належить до поліамідних волокон.

## Загальний опис
Капронове волокно має біло-прозоре забарвлення і дуже міцне на розрив. При цьому міцність прозорих сортів вища, ніж білих чи жовтуватих. Еластичність капрону набагато вища, ніж у шовку.
Вихідна сировина для виготовлення капрону — похідні амінокислот. Капрон можна розглядати як продукт внутрішньомолекулярних взаємодій карбоксильної групи і аміногрупи молекули 6-аміногексанової кислоти.
Спрощено перетворення капролактаму в полімер, з якого виробляють капронове волокно, можна подати так: капролактам у присутності води перетворюється на 6-аміногексанову кислоту, молекули якої реагують один з одним. В результаті цієї реакції утворюється високомолекулярна речовина, молекули якої мають лінійну структуру. Окремі ланки полімеру є залишками 6-аміногексанової кислоти.
У СРСР Римашевським Ю. А., Кнунянц І. Л. і Роговін З. А. у 1942 році показали можливість полімеризації ε-капролактаму в лінійний полімер і здійснили (у 1947 році) серію робіт з синтезу волокнотвірних поліамідів, у ході яких вивчили умови бекмановского перегрупування оксимів циклогексану в капролактам, визначили оптимальні умови полімеризації лактамів і очищення поліаміду від мономера. Перше виробництво полікапролактама в СРСР було запущено в 1948 році.
Сам по собі полімер капрону — це смола. Для отримання волокон її чистять, пропускають через фільєри. Струмки полімеру охолоджуються потоком холодного повітря і перетворюються на волоконця, при скручуванні яких утворюються нитки. Після цього капрон піддається додатковій хімічній обробці. Міцність капрону залежить від технології і старанності виробництва. Остаточно вироблений капрон — біло-прозорий і дуже міцний матеріал. Капронова нитка діаметром 0,1 міліметра витримує 0,55 кілограмів.

## Властивості
Поряд з високою міцністю капронові волокна характеризуються стійкістю до стирання, дії багаторазової деформації (вигинів).
Капронові волокна не вбирають вологу, тому не втрачають міцності у вологому стані. Але у капронової волокна є й недоліки. Воно малостійкі до дії кислот — макромолекули капрону піддаються гідролізу за місцем амідних зв'язків. Порівняно невелика і теплостійкість капрону. при нагріванні його міцність знижується, при 215 °C відбувається плавлення.

## Використання
Вироби з капрону, і в поєднанні з капроном, стали вже звичними в нашому побуті. З капронових ниток шиють одяг, який коштує набагато дешевше, ніж одяг з натуральних природних матеріалів. З капрону роблять рибальські сітки, волосінь, фільтрувальні матеріали, кордну тканину. З кордної тканини роблять каркаси авто-і авіапокришок. Шини з кордом з капрону більш зносостійкі, ніж шини з віскозним та бавовняним кордом. Капронова смола використовується для отримання пластмас, з яких виготовляють різні деталі машин, шестерні, вкладиші для підшипників і т. ін.

## Інші назви
Полікапролактам, поліамід 6, PA6, полі-ε-капроамід, Перлон, Дедерон, Капрон, Ультрамід, Акулон, Найлатрон, Найтронрон, нейлон-6, Тарнамід, Акромід, Фріаніл, Шуламід, Дуретан, Техніл, Ньорбіт.